# Cadiz (Ohio)
Cadiz falu az Amerikai Egyesült Államok Ohio államában, Harrison megyében, melynek megyeszékhelye is. Lakosainak száma 3051 fő (2020. április 1.).

## Népesség
A település népességének változása:

| 2010 | 3 353 |
| 2020 | 3 051 |